# Ivan Cerioli
Ivan Cerioli (Codogno, 26 gennaio 1971) è un ex ciclista su strada e pistard italiano.
Su pista fu medaglia di bronzo mondiale nell'inseguimento a squadre nel 1989 e quarto nella medesima specialità ai Giochi olimpici di Barcellona nel 1992. Fu poi professionista su strada dal 1995 al 1998.

## Carriera
Buon passista e inseguitore, nelle categorie minori su pista conquistò quattro titoli italiani, tre nell'inseguimento a squadre (Allievi 1987, Juniores 1989 e Dilettanti 1991) e uno nella corsa a punti (Dilettanti 1991). Nel 1989 fu medaglia di bronzo iridata nell'inseguimento a squadre in quartetto con Marco Villa, Giovanni Lombardi e David Solari, mentre nel 1992 partecipò ai Giochi olimpici di Barcellona, giungendo quarto nella medesima specialità insieme a Ivan Beltrami, Rossano Brasi e Fabrizio Trezzi.
Su strada da dilettante ottenne 25 vittorie, gareggiando poi nella categoria professionisti dal 1995 al 1998. Corse con la Gewiss-Playbus di Emanuele Bombini dal 1995 al 1997: nel 1996 partecipò al Tour de France come gregario di Evgenij Berzin, concludendo al centoventunesimo posto. Nel 1998, tra le file del team spagnolo Estepona-Brepac, fu inoltre al via (ma non la concluse) della Vuelta a España.

## Palmarès

### Strada
- 1989 (Dilettanti)

Giro del Lodigiano - Giro della Provincia di Lodi
- 1990 (Dilettanti)

Circuito Alzanese
- 1991 (Dilettanti)

Coppa Comune di Livraga
- 1992 (Dilettanti)

Coppa Mobilio Ponsacco
- 1993 (Dilettanti)

Gran Premio San Gottardo
- 1994 (Dilettanti)

11ª tappa Giro Baby
Gran Premio di Diano Marina
Circuito Mezzanese
Circuito Guazzorese

#### Altri successi
- 1998 (Estepona en Marcha)

Classifica sprint Vuelta a Burgos

### Pista
- 1991 (Dilettanti)

Campionati italiani, Inseguimento a squadre (con Gluck Thomas Kolinsky, Emanuele Meneguzzo e Marco Villa)
Campionati italiani, Corsa a punti Dilettanti

## Piazzamenti

### Grandi Giri
- Tour de France

1996: 121º
- Vuelta a España

1995: ritirato (8ª tappa)
1996: ritirato (2ª tappa)
1998: ritirato (10ª tappa)

### Classiche monumento
- Giro delle Fiandre

1997: ritirato
- Parigi-Roubaix

1997: ritirato

### Competizioni mondiali
- Campionati del mondo su strada

Odense 1988 - In linea Juniors: ?
Krylatskoe 1989 - In linea Juniors: ?
Chambéry 1989 - In linea Dilettanti: ?
Utsunomiya 1990 - In linea Dilettanti: ?
Stoccarda 1991 - In linea Dilettanti: ?
- Campionati del mondo su pista

Lione 1989 - Inseguimento a squadre Dilettanti: 3º
Stoccarda 1991 - Corsa a punti Dilettanti: 15º
- Giochi olimpici

Barcellona 1992 - Inseguimento a squadre: 4º